# Solná komora v Paříži

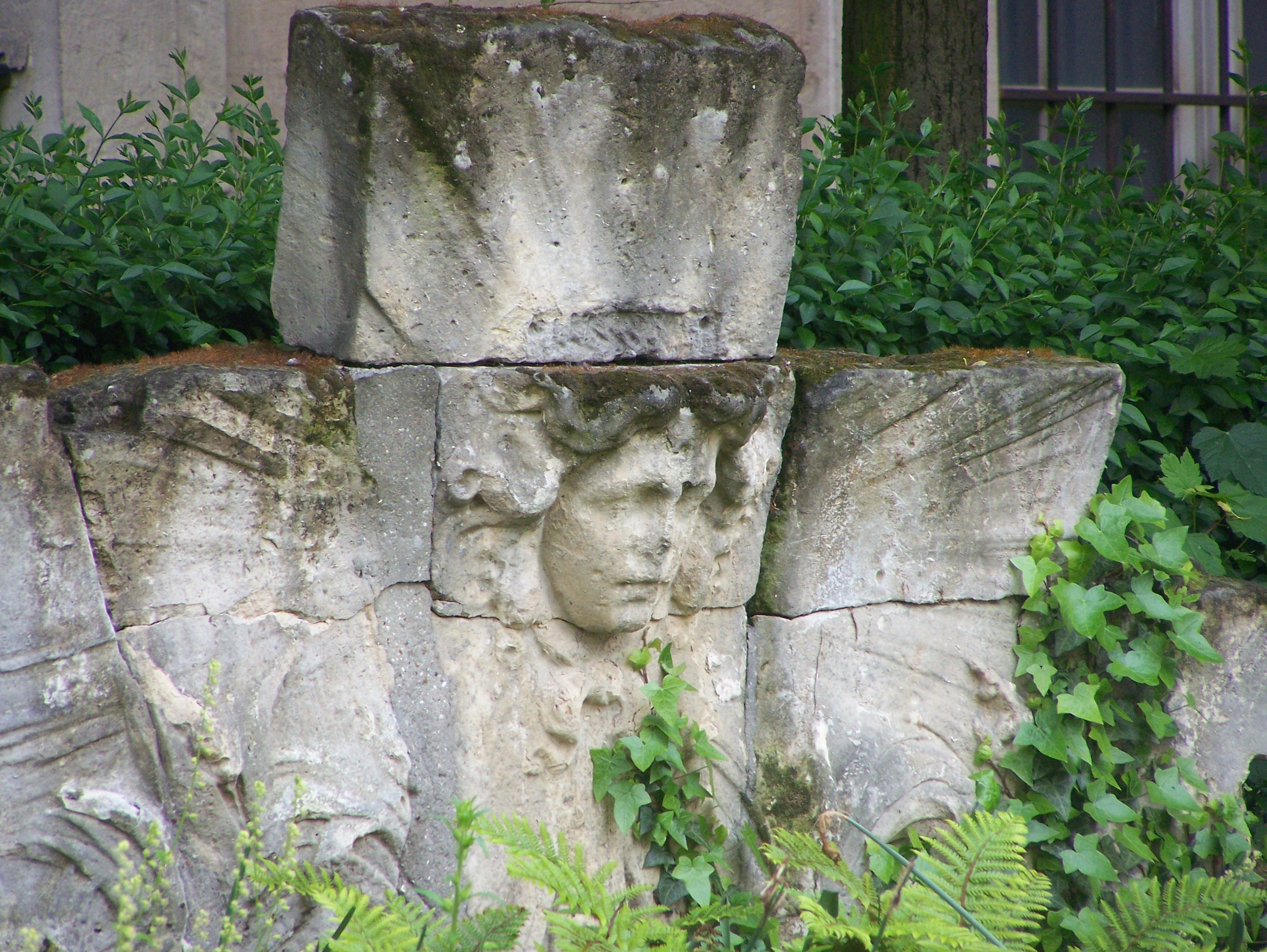
Artefakt ze skladiště umístěný na Square Georges-Cain.

Solná komora v Paříži (francouzsky Grenier à sel de Paris) bylo skladiště v Paříži určené na sůl podléhající zvláštní dani zvané gabella. Nacházelo se na rohu ulic Rue des Orfèvres a Rue Saint-Germain-l'Auxerrois v 1. obvodu. Budova byla zbořena v roce 1909.

## Poloha
Skladiště bylo umístěno na rohu ulice Rue Saint-Germain-l'Auxerrois domu č. 6 a Rue des Orfèvres domů č. 2-4, kde se dnes nachází mateřská škola Saint-Germain-l'Auxerrois.

## Historie
Královské solné komory ve Francii vznikly ve 14. století na kontrolu prodeje soli a výběru zvláštní solné daně, tzv. gabelly. První pařížská solná komora byla umístěna v tehdejší ulici Rue de la Saunerie. V roce 1698 byla na místě bývalého paláce Bartoloměje z Roye postavena novější solná komora.
Tato budova měla hlavní vstup z ulice Rue Saint-Germain-l'Auxerrois a vedlejší z Rue des Orfèvres. Byla rozdělena na tři sklady, kde se uchovávala sůl dovážená do Paříže po Seině do přístavu na nábřeží quai de la Saunerie. Každý sklad nesl název podle svého znaku na vchodem:
- grenier de l'Abbaye (opatský sklad) podle znaku opatství Joyenval v departementu Yvelines.
- grenier au Soleil (sluneční sklad) podle znaku Francouzského království a krále Slunce.
- grenier de l'Évêque (biskupský sklad) podle znaku Paula Godeta des Marais, biskupa ze Chartres.

Solná komora byla určena nejen pro hlavní město, ale i pro jeho okolí, kde hraničila s územím solných komor v Brie-Comte-Robert, Lagny, Senlis, Pontoise, Poissy, Versailles a Étampes.
Solná komora ztratila své opodstatnění během Velké francouzské revoluce, kdy byla solná daň zrušena. Budovy byly v roce 1818 prodány a následně roku 1909 zbořeny. Několik fragmentů soch a frontonu se dnes nachází na Square Georges-Cain ve 3. obvodu.